# Heinz Haferkamp
Heinrich Dietrich Haferkamp (Duisburg-Meiderich, 30 de janeiro de 1933 - 14 de julho de 2019) foi um engenheiro mecânico alemão.

## Obras
- Zum Alterungsverhalten glasfaserverstärkter Kunststoffe. Dissertation, Universität Hannover 1963
- Heinz Haferkamp, ed. (1990). «Matting, Alexander». Neue Deutsche Biographie (NDB) (em alemão). 16. 1990. Berlim: Duncker & Humblot. pp. 417 et seq..